# Геній (оповідання)
«Геній» — оповідання китайського письменника Мо Яня, написане у 2010 році.

## Тематика
Тема оповідання — історія життя молодого вченого Цзян Дачжі, який досліджує природу землетрусу і бажає захистити земляків, врятувати світ.

## Сюжет
В оповіданні Мо Яня «Геній» прослідковуються фрагменти шкільного життя майбутнього вченого, його обдарованість і різне ставлення до нього. Дорослі (батьки, учителі) захоплюються хлопчиком, рівнем його знань, а ровесники заздрять і ненавидять. Цзян Дачжі поступив в університет та згодом відмовився від студентського життя і повернувся в село. Він шукає спосіб захистити людство від землетрусів. Своїми вчинками, відданістю науці Цзян Дачжі змінює ставлення однокласників до вчених і науки.

## Проблематика оповідання
Мо Янь роздумує над низкою актуальних проблем: проблемою формування неординарної особистості, проблемою булінгу і жорстокості у шкільному середовищі. Автор наголошує на важливості індивідуального підходу до особистості, на проблемах родинного виховання. Окремо звучать питання відповідальності вченого перед людством і проблема стосунків генія з оточуючими.

## Герої оповідання
Головний герой — Цзян Дачжі, хлопчик, який з дитинства має здібності до науки, працює над дослідженнями і навіть пише наукові статті. Він прагне отримати освіту і бути корисним людям. Герой замислюється над смислом життя, змушує інших задуматись над питанням «Що ж таке людина?». Ставши дорослим, Цзян Дачжі наполегливо і самовіддано працює над науковими дослідженнями. Він обирає собі не професійну кар'єру, а служіння людям.
Цзян Ситін — батько головного героя, який підтримував сина, змалечку пишався ним. Зрештою батьки приймають вибір сина — самотужки тяжко працювати над дослідженням заради людей.
Однокласники ненавиділи хлопця і навіть хотіли розбити йому голову. Та після закінчення школи раділи, що він став студентом університету і навіть просили у нього вибачення за дитячу жорстокість. А коли Цзян Дачжі залишив навчання в університеті, то намагались умовити повернутися до студентського життя. Потім однокласники, як і всі у селі, були вражені тяжкою працею вченого.
Учитель підтримував талановитого хлопця, сварив хлопців за їхню лінь і зневагу до навчання.

## Переклади
- Оповідання «Геній» (з китайської переклала Євгенія Красикова)